# Madesimo

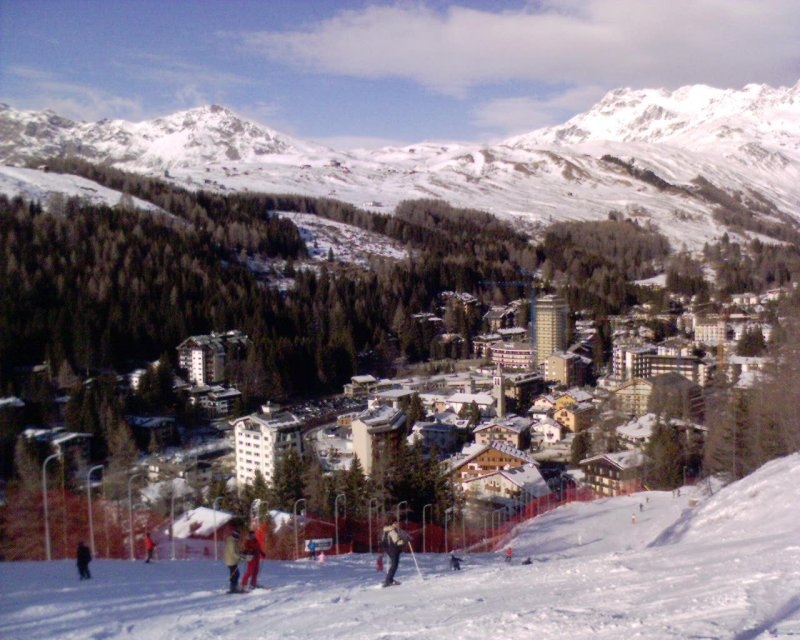
Madesimo

Madesimo is een gemeente in de Italiaanse provincie Sondrio (regio Lombardije) en telt 582 inwoners. De oppervlakte bedraagt 85,4 km², de bevolkingsdichtheid is 7 inwoners per km².
De volgende frazioni maken deel uit van de gemeente: Isola, Montespluga, Pianazzo

## Geografie
De gemeente ligt op ongeveer 1399 m boven zeeniveau.